# Берегова Олена Миколаївна
Оле́на Микола́ївна Берегова́ (нар. 25 травня 1971, Київ) — українська музикознавиця, викладачка, публіцистка. Докторка мистецтвознавства (2007), професорка (2013). Членкиня Національної спілки композиторів України.

## Життєпис
Отримала фахову вищу освіту за спеціальністю «Музичне мистецтво» у провідних мистецьких навчальних закладах України.
У 1990 році закінчила з відзнакою теоретичне відділення Київського державного музичного училища імені Р. М. Глієра (нині — Київська муніципальна академія музики імені Р. М. Глієра).
У 1995 році закінчила з відзнакою історико-теоретичний факультет Київської державної консерваторії імені П. І. Чайковського (нині — Національна музична академія України імені П. І. Чайковського). Кваліфікації за дипломом: музикознавиця, викладачка, лекторка, музична критикиня.
У 1995-1996 роках працювала в Національній телекомпанії України, створювала авторські сюжети про музикантів і класичну музику для телепрограми "Тутті".
З 1996 до 2003 року працювала в Міністерстві культури України, очолювала прес-центр, згодом — відділ взаємодії з засобами масової інформації та зв'язків з громадськістю.
У 2002 році отримала другу вищу освіту за спеціальністю «Магістр державного управління» в Українській академії державного управління при Президентові України (нині — Національна академію державного управління при Президентові України). Стажувалася в Карлтонському університеті м.Оттава (Канада), де вивчала досвід організації зв'язків з громадськістю в державному секторі.
Від 2004 року обіймала посаду проректорки з творчих питань та міжнародних зв'язків Національної музичної академії України імені П. І. Чайковського, від 2016 до вересня 2019 року — проректорка з наукової роботи цього ж закладу.
Від 2020 року - заступниця директора з наукової роботи Інституту культурології Національної академії мистецтв України.

## Наукова, педагогічна та громадська діяльність
У 2000 році захистила дисертацію на здобуття наукового ступеня кандидатки мистецтвознавства на тему: «Тенденції постмодернізму у камерних творах українських композиторів 80-90-х років ХХ століття».
Від 2002 року веде науково-педагогічну діяльність на кафедрі історії української музики та музичної фольклористики Національної музичної академії України імені П. І. Чайковського, розробила і читає авторські курси з історії української музики, музики країн Східної Європи та української діаспори ХХ-ХХІ століть, сучасних комунікаційних технологій, керує магістерськими роботами і кандидатськими дисертаціями, виступає в якості офіційної опонентки на захистах дисертацій.
У 2006 році присвоєно вчене звання доцентки кафедри історії української музики та народної творчості НМАУ ім. П. І. Чайковського.
У 2007 році захистила докторську дисертацію «Комунікаційні аспекти сучасного розвитку музичної культури України». 
У 2013 році присвоєно вчене звання професорки кафедри історії української музики та народної творчості НМАУ ім. П. І. Чайковського.
Підготувала 5-х кандидатів мистецтвознавства:
- Тетяну Сергіївну Коробку (захист дисертаціЇ «Комунікаційні аспекти хорового виконавства (на прикладі діяльності Академічного хору ім. Платона Майбороди Національної радіокомпанії України)» відбувся 29 квітня 2015 року)[8];
- Ольгу Михайлівну Гуркову (захист дисертації «Творчість І. Карабиця в контексті жанрово-стильових тенденцій в українській музиці останньої третини ХХ століття» відбувся 26 жовтня 2016 року)[9] [10];
- Наталію Олександрівну Тимощенко (захист дисертації «Фагот в українській камерній музиці кінця ХХ — початку ХХІ ст.: виконавські школи та композиторська творчість» відбувся 30 травня 2018 року)[11] [12];
- Людмилу Вікторівну Путятицьку (захист дисертації "Феномен словесно-музичної цілісності давньоукраїнської монодії (на прикладі святкових стихир з нотолінійних ірмолоїв кінця XVI - XVIII століть" відбувся 2 квітня 2021 року)[13];
- Ганну Володимирівну Юферову (захист дисертації "Музичні комп'ютерні технології в комунікаційних процесах у сучасній українській музиці" відбувся 2 квітня 2021 року")[14].

В авторському доробку — 5 одноосібних монографій, 3 колективні монографії, 2 навчальних посібники, понад 70 наукових статей з актуальних проблем музикознавства та культурології в українських та зарубіжних фахових виданнях.
Активна учасниця та організаторка міжнародних наукових конференцій і симпозіумів в Україні та за кордоном (Польща, Австрія, Канада, США, Китай, Росія), має понад 200 публікацій у провідних вітчизняних газетах і журналах культурологічного спрямування: «Музика», «Українська культура», «Київ», «Культура і життя», "Українська музична газета", «День», "Дзеркало тижня" тощо.
Співпрацює з Українським радіо. Інтерв'ю радіо "Культура": 13 листопада 2017 року , 27 квітня 2018 року,  26 грудня 2018 року. 

## Публікації

### Одноосібні монографії
1. Берегова О. Постмодернізм в українській камерній музиці 80-90-х років ХХ сторіччя. К.:НПБУ, 1999. 141 с. ISBN 966-7547-05-1
2. Берегова О. Комунікація в соціокультурному просторі України: технологія чи творчість?: Наукове видання. К.: НМАУ ім. П. І. Чайковського, 2006. 388 с. ISBN 966-7357-41-4
3. Берегова О. Культура та комунікація: дискурси культуротворення в Україні в ХХІ столітті./Берегова О. К.: Інститут культурології АМУ, 2009. 184 с.. ISBN 978-966-2241-34-1 [Архівовано 18 квітня 2021 у Wayback Machine.]
4. Берегова О. Інтегративні процеси в музичній культурі України ХХ-ХХІ століть: монографія/Олена Берегова. К.:Інститут культурології НАМ України, 2013. 232 с. ISBN 978-966-2241-07-5 [Архівовано 18 квітня 2021 у Wayback Machine.]
5. Берегова О. Діалог культур: образ Іншого в музичному універсумі. К.: Інститут культурології НАМ України, 2020. 304 с., іл.  ISBN 978-966-2241-60-0  [Архівовано 18 квітня 2021 у Wayback Machine.]

### Колективні монографії
1. Аспекти морфології культури України: генезис, типологія: зб. наук. праць: І.М.Юдкін,С.Д.Безклубенко, О.М.Берегова, С.М.Волков, Є.М.Причепій. К.: Ін-т культурології НАМ України, 2011. 288 с. ISBN 978-966-2241-21-1 [Архівовано 18 квітня 2021 у Wayback Machine.]
2. Мистецтво та життя: зб. наук. праць: І.М.Юдкін, О.М.Берегова, О.І.Оніщенко та ін. К.: Ін-т культурології НАМ України, 2016. 216 с. ISBN 978-966-2241-39-6 [Архівовано 18 квітня 2021 у Wayback Machine.]
3. Людина в сучасному світі: соціально-філософський та культурно-антропологічний виміри: монографія / Є. В. Більченко, О. М. Берегова, В. В. Демещенко та ін. К.: Ін-т культурології НАМ України, 2020. 352 с., інформація про авторів. ISBN 978-966-2241-59-4 [Архівовано 1 березня 2021 у Wayback Machine.]

### Навчальні посібники
1. Берегова О. Сучасні комунікаційні технології в культурі України: К.: НМАУ ім. П. І. Чайковського, 2006. 178 с. ISBN 966-7357-37-6
2. Берегова О. Музика ХХ-ХХІ століть. Східна Європа та українське зарубіжжя: Підручник для вищих мистецьких навчальних закладів України ІІІ-IV рівнів акредитації: Книга перша. Частина перша. К.:НМАУ ім. П. І. Чайковського, 2012. 296 с. ISBN 978-966-7357-57-3

### Публікації в Web of Science Core Collection
1. Берегова О. Міжнародний музичний фестиваль «Київ Музик Фест» як сучасний формат презентації національних музичних культур: польські імпрези. Вісник НАКККіМ, 2018, № 3. С. 201—208. DOI: http://journals.uran.ua/visnyknakkkim/article/view/147397 [Архівовано 14 квітня 2021 у Wayback Machine.]
2. Berehova, O., Volkov, S. (2019). Piano Competitions in the Socio-Cultural Reality of Globalization. Journal of History Art and Culture Research. Vol.8, No4, p.329-346. DOI: http://kutaksam.karabuk.edu.tr/index.php/ilk/article/view/2325 [Архівовано 29 квітня 2020 у Wayback Machine.]
3. Berehova, O., Volkov, S. (2020). Modern Opera of the Late XX - Early XXI Centuries: World Trends and Ukrainian Realities Journal of History Art and Culture Research. Vol.9, No4, p.217-235. DOI: http://kutaksam.karabuk.edu.tr/index.php/ilk/article/view/2817 [Архівовано 5 січня 2021 у Wayback Machine.]

### Публікації в іноземних фахових виданнях і колективних монографіях
1. Berehova О. (2008). Tworczosc dramatyczna wspolczesnych kompozytorov ukrainskich: aspekty receptywne I komunikatywne. Dzielo muzyczne I jego rezonans (u). Red.A.Novak. Bydgoszcz: Akademia muzyczna im.F.Nowowiejskiego. S.177-185.
2. Berehova O. (2018). Instrumental theater in contemporary Ukrainian music within the framework of the discourse on musical communication. Interpretacje dziela muzycznego W kregu semantyki. Pod redakcja Anny Nowak. Bydgoszcz: Akademia Muzyczna imenia Feliksa Nowowiejskiego w Bydgoszczy. S.61-70.
3. Берегова О. (2019). Борис Лятошинський і його творча школа: комунікаційний аспект. Борис Лятошинський. In memoriam. Мюнхен: Український Вільний Університет, 2018. С. 40-52.
4. Berehova O. (2019). Metamorphosis of meanings in world literature in the works of Ukrainian composer Ludmila Yurina. Interpretacje dziela muzycznego. Narodowosc i wartosci uniwersalne.  Pod redakcja Anny Nowak. Bydgoszcz: Akademia Muzyczna imenia Feliksa Nowowiejskiego w Bydgoszczy. S.145-152.
5. Berehova O. (2020). Ukrainian Symphonic Music of the End of the XX - Early XXI Centuries: Names, Processes, Trends. Musikgeschichte in Mittel- und Osteuropa. Mitteilungen der Internationalen Arbeitsgemeinschaft an der Universitat Leipzig. Heft 22. Gudrun Schroder Verlag, Leipzig. P.153-161. ISBN 978-3-926196-81-1
6. Berehova O. (2020). A Dialogue of Cultures as a Paradigm of  the Creativity of the Composer Igor Shcherbakov.  Dzieło muzyczne wobec przeszłości i współczesności (The Past and Present in a Musical Work). Pod redakcja Anny Nowak. Bydgoszcz: Akademia Muzyczna imenia Feliksa Nowowiejskiego w Bydgoszczy. S.213-228. ISBN 978-83-61262-50-3
7. Berehova, O. (2021). O. Ukrainian Formation "Nova Opera" in the Context of the Opera. Canon Renewal and Dialogue of Cultures. Musikgeschichte in Mittel- und Osteuropa. Mitteilungen der Internationalen Arbeitsgemeinschaft an der Universitat Leipzig. Heft 23. Gudrun Schroder Verlag, Leipzig. P.51-58. ISBN 978-3-926196-84-2
8. Berehova O. (2021). Modern Ballet in the Transformations of Space and Time: the Imagological Aspect. Dzieło muzyczne wobec tradycji kulturowych (Musical Works and Cultural Traditions). Pod redakcja Anny Nowak. Bydgoszcz: Akademia Muzyczna imenia Feliksa Nowowiejskiego w Bydgoszczy. S.67-74. ISBN 978-83-61262-74-9
9. Berehova, O. (2022). Uliana Hrab, Myroslaw Antonowycz: An Intellectual Biography. Emigrational Musicology in the Ukrainian Culture Formation of the Post-War Decades”, Lviv 2019. Muzyka, issue 2, p.161-166.
10. Berehova, O. (2022). Ukrainian Laureates of the Bach International Music Competition in Leipzig as Cultural Ambassadors. Musikgeschichte in Mittel- und Osteuropa. Mitteilungen der Internationalen Arbeitsgemeinschaft an der Universitat Leipzig. Heft 24. Gudrun Schroder Verlag, Leipzig.

### Публікації у фахових виданнях України, матеріали наукових конференцій
1. Берегова О.М. С. Прокоф’єв як один із «полюсів стильового тяжіння» для української композиторської молоді 90-х років ХХ ст. Прокоф’єв і сучасність: Тези Всеукраїнської науково-практичної конференції вузів мистецтв 22-24 квітня 1996 року, Донецьк, 1996, с.42.
2. Берегова О.М. Тенденції постмодернізму в сучасній українській камерній музиці. До проблеми художньої картини світу на межі століть. Педагогічна наука та мистецтвознавство на межі століть: Зб.наук.праць. Харків, 1999. С.5-13.
3. Берегова О. Стильові тенденції в камерній музиці українських композиторів 80-90-х років ХХ сторіччя. Ситуація постмодерну. Українське музикознавство, вип.29. К.: НМАУ, 2000, с.103-108.
4. Берегова О. Зміна світоглядних орієнтирів в останніх творах М. Скорика. Науковий вісник НМАУ ім. П. І. Чайковського, вип. 10. К.: НМАУ, 2000, с.42-45.
5. Берегова О. Культура сучасної доби: проект постмодернізму. Посвіт: наук.видання Українського центру культурних досліджень та Київського національного університету культури і мистецтв. Укл.Ківшар Т.І., Петрова І.В. К., 2000. С.14-19.
6. Берегова О.М. Проблематика творів сучасних українських композиторів у контексті ідей постмодернізму. Українське музикознавство: науково-методичний збірник. К.: НМАУ, 2001. С.150-156.
7. Берегова О.М. Комунікаційні аспекти культурної політики незалежної України. Культура і сучасність. Альманах. №2. К.: НАКККіМ, 2001. С.49-58.
8. Берегова О. Створення ефективної системи Public Relations в органах державної влади. Розробка державної політики. Аналітичні записки. Укл. О.І.Кілієвич, В.Є.Романов. К.: Вид-во «К.І.С.», 2002. С.32-40.
9. Берегова О. Стильова палітра останніх камерно-інструментальних опусів Івана Карабиця. Науковий вісник НМАУ ім. П. І. Чайковського, вип.31 «Vivere memento». К.: НМАУ, 2003, с.108-119.
10. Берегова О.М. Теоретичні аспекти проблеми культурної комунікації. Київське музикознавство: Культурологія та мистецтвознавство: Зб. статей. Вип.13. К., 2004. С.242-253.
11. Берегова О.М. Історичні форми комунікації в українській культурі. Київське музикознавство: Культурологія та мистецтвознавство: Зб. статей. Вип. 15. К., 2004. С.258-273.
12. Берегова О.М. До визначення поняття комунікації: філософсько-культурологічні дискурси. Актуальні проблеми історії, теорії та практики художньої культури. Вип. ХІІ. К., 2004. С.25-33.
13. Берегова О.М. Комунікаційні аспекти культурної політики незалежної України. Культура і сучасність: Альманах. К.:ДАКККіМ, 2004. №2. С.49-58.
14. Берегова О.М. Композиторська школа НМАУ імені П.І.Чайковського в світлі теорії міжкультурної комунікації. Українське музикознавство. Вип.33. К., 2004. C.52-74.
15. Берегова О. Композиторська школа Національної музичної академії України імені П. І. Чайковського: етапи становлення. Академія музичної еліти України: Історія та сучасність: До 90-ліття НМАУ ім. П. І. Чайковського. К.: «Музична Україна», 2004, с.321-342.
16. Берегова О.М. Соціокультурна комунікація: проблема комунікативної раціональності. Київське музикознавство: Культурологія та мистецтвознавство: Зб. статей. Вип. 16. К., 2004. С.280-295.
17. Берегова О.М. Мистецька освіта як специфічна комунікаційна соціокультурна система. Науковий вісник НМАУ ім. П.І.Чайковського. Вип. 36. К., 2005. С.238-253.
18. Берегова О.М. Музична творчість у системі художньої комунікації. Науковий вісник НМАУ ім. П.І.Чайковського. Вип. 43. К., 2005. С.3-15.
19. Берегова О.М. Інтернет як нова концепція комунікації в сучасному суспільстві. Київське музикознавство: Культурологія та мистецтвознавство: Зб. статей. Вип.18. К., 2005. С.93-106.
20. Берегова О.М. До визначення поняття культури: комунікаційний аспект. Музичне мистецтво і культура: Науковий вісник. Вип.6. Книга 1. Одеса: „Друкарський дім”, 2005. С.68-82.
21. Берегова О.М. Соціокультурна комунікація в українській національній традиції: історичний аспект. Українське музикознавство. Вип.34: Науково-методичний збірник. К.: НМАУ імені П. І. Чайковського, 2005. С.12-32.
22. Берегова О.М. Роль тексту в комунікаційних процесах: між дискурсом та інтерпретацією. Вісник НАКККіМ: Науковий журнал 4’2005. К.: Міленіум, 2005. С.37-46.
23. Берегова О.М. Комунікативні особливості музичного твору в світлі теорії В. Медушевського. Мистецтвознавчі записки: Зб. наук. праць. Вип.8. К.: Міленіум, 2005. С.3-15.
24. Берегова О.М. Про деякі особливості аналізу знакових систем у культурі. Студії мистецтвознавчі: Число 3 (11).К.: Вид-во ІМФЕ, 2005. С.7-14.
25. Берегова О.М. Проблеми розвитку комунікаційних технологій в Україні на сучасному етапі. Культура і сучасність: Альманах. К.: ДАКККіМ, 2005. С.87-96.
26. Берегова О. Опера М. Скорика «Мойсей» в контексті сучасного українського культуротворення. Мистецтвознавчі записки: Зб. наук. праць. Вип.9. К.: Міленіум, 2006. С.135-144.
27. Берегова О. «Київські фрески» І. Карабиця: спроба реконструкції в новому соціокультурному контексті. Київське музикознавство: Культурологія та мистецтвознавство: Зб. ст. Вип. 20. К.: КДВМУ ім. Р. М. Глієра, 2006. С.197-210.
28. Берегова О. І. Ф. Белза: комунікаційні характеристики особистості і творчості. Науковий вісник НМАУ. Вип.55 «Маловідомі та забуті сторінки музичної історії України»: Зб. статей. К.: НМАУ імені П. І. Чайковського, 2006. С.15-27.
29. Берегова О. Про реалізацію кларитивної та евристичної функцій музики в творах сучасних українських композиторів. Музичне мистецтво. Вип.6. Донецьк: ТОВ «Юго-Восток, ЛТД», 2006. С.3-21.
30. Берегова О. Теоретичні моделі комунікації в аксіологічних орієнтирах особистості. Українське музикознавство: Науково-методичний збірник. Вип.35. К.: НМАУ імені П. І. Чайковського, 2006. С.55-73.
31. Берегова О. Про синтез теоретико-практичних механізмів комунікації в системі мистецької освіти. Науковий вісник НМАУ ім. П. І. Чайковського. Вип. 58 «Виконавське музикознавство». Книга 12. К., 2006. С.6-22.
32. Берегова О. Інструментальна творчість Л.Колодуба в контексті сучасних художньо-комунікативних процесів. Науковий вісник НМАУ. Вип.50 «Левко Колодуб: сторінки творчості (статті, дослідження, спогади)». К.: НМАУ імені П. І. Чайковського, 2006. С.197-208.
33. Берегова О. Творчість сучасних українських композиторів у вимірах художньої комунікації. Науковий вісник НМАУ імені П. І. Чайковського. Вип. 68: Музика в просторі сучасності: друга половина ХХ — початок ХХІ століття:  Зб. наук. статей. К., 2007. С.58-59.
34. Берегова О. Комунікативна багатозначність деяких інструментальних опусів Мирослава Скорика. Науковий вісник НМУ імені П. І. Чайковського. Вип. 56: Музика третього тисячоліття: перспективи і тенденції:  Зб. наук. статей. К., 2007. С.171-182.
35. Берегова О.М. Музично-виконавські школи України: етапи становлення у ХХ столітті. Музична культура України, 2008. С.20-30.
36. Берегова О. Академічне мистецтво в системі сучасної музичної комунікації. Музична україністика: сучасний вимір: Зб. ст. на пошану докт. мист. проф., чл.-кор. АМУ А. К. Терещенко / Ред.-упор. М.Ржевська. К. — Ів.-Фр.: Видавець Третяк І. Я., 2008. Вип. 2. С.77-83.
37. Берегова О. Д. Шостакович як «полюс стильового тяжіння» для сучасної української композиторської творчості. Науковий вісник НМАУ імені П. І. Чайковського. Вип.66. Шостакович та ХХІ ст.. До 100-річчя від дня народження: зб.ст. /Ред.-упор. М. Д. Копиця. К.: НМАУ, 2007—2009. С.107-124.
38. Берегова О. Музична комунікація: тенденції і виклики часу. Науковий вісник НМАУ ім. П. І. Чайковського. Вип.75. Композитор і сучасне соціокультурне середовище: Зб. ст. Київ: НМАУ ім. П. І. Чайковського, 2009. С.79-95;
39. Берегова О. Комунікація в науково-освітньому сегменті культури: дискурс креативності. Культурологічна думка: щорічник наукових праць. № 1. К.: Інститут культурології АМУ, 2009. С.33-42;
40. Берегова О. Становлення вокальної школи Київської консерваторії в аспекті музичної комунікації. Науковий вісник НМАУ імені П. І. Чайковського: Проблеми методики та виконавства на духових інструментах (вокальне та інструментальне мистецтво). Ред.-упорядник В. Т. Посвалюк, В. М. Сніжко. К.: НМАУ, 2009. Вип.83. С.21-29 ;
41. Берегова О. Комунікація в музичному виконавстві як культурологічна проблема. Науковий вісник НМАУ імені П. І. Чайковського. Вип. 84. Композитор і сучасність: Зб. наук. статей. К.: НМАУ, 2009. С.209-218.
42. Берегова О. Сучасні теорії дискурсу і рефлексії в розробці теорії музичної комунікації. Актуальні проблеми мистецької практики і мистецтвознавчої науки: Мистецькі обрії ’2009. Вип.2 (11). Ін-т пробл. сучасн. мист. Академії мистецтв України / Наук. кер. і гол. наук. ред. І. Д. Безгін. К.: ІПСМ АМУ: КЖД «Софія», 2009. С. 185—191.
43. Берегова О. Комунікація в науково-освітньому просторі сучасності: дискурс креативності. Українське музикознавство. Науково-методичний збірник. Вип. 36. К.: НМАУ, 2010. С.242-254.
44. Берегова О. Українська опера початку третього тисячоліття як дзеркало сучасної музичної комунікації. Науковий вісник НМАУ імені П. І. Чайковського. Сучасний оперний театр і проблеми озерознавства: зб.ст./Ред.-упор. М. Р. Черкашина-Губаренко. К.: НМАУ, 2010. Вип.81. С.190-205.
45. Берегова О. Музична культура України в умовах глобалізаційних викликів. Культурологічна думка: Щорічник наукових праць. К.: ІК АМУ, 2010. № 2. 192 с. С.100-111.
46. Берегова О. Сучасні інформаційно-комунікаційні технології в культуротворчих процесах України. Культурологічна думка: Щорічник наукових праць. К.: ІК АМУ, 2011. № 3. 192 с. С.33-39.
47. Берегова О.М. Персоніфікація розвитку інституцій культури: на прикладах керівників Спілки композиторів України. Аспекти морфології культури України: генезис, типологія: зб.наук.праць. К.: Інститут культурології НАМ України, 2011. С.204-226.
48. Берегова О. Диригентська діяльність Миколи Лисенка: естетико-світоглядні орієнтири у світлі проблеми музичної комунікації. Часопис Національної музичної академії України імені П. І. Чайковського. 2012. № 2 (15). С.62-69.
49. Берегова О. Сучасні комунікаційні технології і формування творчої особистості. Науковий вісник Національної музичної академії України імені П. І. Чайковського. Вип.105: На скрижалях музичної історії: українська музика та культурний процес. На пошану М. Д. Копиці: зб.ст./ред.-упорядник О. В. Городецька. К.: НМАУ імені П. І. Чайковського, 2013. С.103-114.
50. Берегова О. 24 каприси Нікколо Паганіні в образах сучасного майстра. Науковий вісник Національної музичної академії України імені П. І. Чайковського. Вип.86: Історія в особистостях: зб.ст./ред.-упорядник М. М. Скорик. К.: НМАУ імені П. І. Чайковського, 2013. С.437-448.
51. Берегова О. Камерна музика українських композиторів у контексті художньо-стильових процесів 1990-2000-х років. Науковий вісник Національної музичної академії України імені П. І. Чайковського. Вип.106: Культурологічні аспекти сучасного мистецького дискурсу. Пам'яті Л. К. Каверіної: Зб.ст./ред.-упоряд. Л. М. Мокрицька. К.: НМАУ імені П. І. Чайковського, 2013. С.207-226.
52. Берегова О. Шевченкіана в українській композиторській творчості ХХ століття. Культурологічна думка: Щорічник наук.праць. К.:Інститут культурології Національної академії мистецтв України, 2014. № 7. С.9-14.
53. Берегова О. Особливості композиторського стилю Івана Карабиця в контексті тенденцій розвитку української культури останньої третини ХХ століття. Часопис Національної музичної академії України ім. П. І. Чайковського. К.:НМАУ ім..П. І. Чайковського, 2015. № 2 (27). С.46-61.
54. Берегова О. Академічне музичне мистецтво та сучасні комунікаційні технології: дискурс взаємодії. Вища мистецька освіта як стратегічний інструмент збереження культурної ідентичності: Аспекти історичного музикознавства. Вип.8: Зб. наук. статей. Х.: ХНУМ ім. І.Котляревського, 2016. С. 24-35.
55. Берегова О. Трансцендентність у вимірах буття творчої особистості. Володимир Рожок: Шлях до визнання (До 70-річчя від дня народження). Ніжин: Видавець Лисенко М. М., 2016. С.244-253.
56. Берегова О. Костянтин Данькевич: парадокси творчої біографії. Науковий вісник НМАУ імені П. І. Чайковського. Вип.114. К.: НМАУ імені П. І. Чайковського, 2016. С. 110-125.
57. Берегова О. Б.Лятошинський та І.Белза в Київській консерваторії на початку 1920-х років. Мистецтво та життя: зб.наук.праць. К.: ІК НАМ України, 2016. С.125-145.
58. Берегова О. Тенденції візуалізації в сучасній інструментальній музиці в аспекті музичної комунікації. Культурологічна думка. Вип.11. К.: ІК НАМУ, 2017. С.35-45.  [Архівовано 19 березня 2020 у Wayback Machine.]
59. Берегова О. Трансформація сучасного музичного мислення крізь призму творчості Сергія Зажитька.  Українське музикознавство. Вип. 43. К.: НМАУ імені П. І. Чайковського, 2017. С.81-93. DOI: http://musicology.com.ua/article/view/131934 [Архівовано 23 січня 2020 у Wayback Machine.]
60. Берегова О. Наукова комунікація в епоху глобалізації: перспективи українського музикознавства. Науковий вісник НМАУ імені П. І. Чайковського. Вип..120. Історія музики: проблеми, процеси, персони. К.: НМАУ імені П. І. Чайковського, 2017. С. 5-22.
61. Берегова О. Інструментальний театр: українські культурологічні візії. Культура – текст – особистість: українські перспективи: зб.тез доповідей Всеукраїнської нау.-теор.конф. Київ, 1-2 червня 2017 р.. К.: ІК НАМ України, 2017. С.33-36.
62. Берегова О. Інструментальний театр у творчості сучасних українських композиторів. Культурологічна думка: Щорічник наук. праць. К.: Інститут культурології Національної академії мистецтв України, 2018, №14, с. 102-108 [17]. DOI: https://doi.org/10.37627/2311-9489-14-2018-2.102-108
63. Берегова О. Діалог культур Україна – Польща в мистецьких практиках НМАУ ім.П.І.Чайковського. Українська культура: минуле, сучасне, шляхи розвитку: наук.зб. Вип.28 / упоряд. і наук.ред. В.Г.Виткалов. Рівне: РДГУ, 2018. С.3-11.
64. Берегова О. "Київ Музик Фест" як сучасний формат презентації польської музичної культури в Україні. Україна – Польща: діалог культур (Ukraina – Polska: dialog kultur): зб. матеріалів Міжнародного наукового симпозіуму, Київ, 19-21 квітня 2018 р. К.: ІК НАМ України, 2018. 115 с. С.62-63.
65. Берегова О. Наукова інтеграція та самоорганізаційні процеси в культурі України в ХХІ столітті. Перспективи динаміки культури в контексті самоорганізації суспільства в ХХІ столітті: Зб.тез доповідей дистанційної наукової концеренції. Київ, 10 грудня 2019 р. ІК НАМ України, 2019. 69 с. С.7-10.  [Архівовано 29 вересня 2020 у Wayback Machine.]
66. Берегова О. Інтеграція української гуманітаристики у світовий науково-інформаційний простір: виклики та перспективи.  Культурологічна думка: Щорічник наук. праць. К.: Інститут культурології Національної академії мистецтв України, 2020, №17, с. 149-164. DOI: https://doi.org/10.37627/2311-9489-17-2020-1.149-164
67. Берегова О. Світова література у рефлексіях сучасної української композиторки Людмили Юріної. Художня культура. Актуальні проблеми. Щорічний наук. журнал. Ін-т проблем сучас. мистец. НАМ України. 2020. Вип.16, №1, с.117-123. DOI:  https://doi.org/10.31500/1992-5514.16.2020.205246
68. Берегова О. Нові формати дистанційної комунікації в музичному мистецтві: виклик часу чи перспектива розвитку в ХХІ столітті? Сучасне музичне мистецтво як соціокультурне явище: Зб. матеріалів IV Всеукр. наук.-практ. конф. (з міжнар. участю) 6 – 7 квітня 2020 р. / Дніпропетровська акад. муз. ім. М. Глінки. Дніпро: ГРАНІ, 2020. С.3-8.
69. Берегова О. Академічна музика 60-х років ХХ століття як виклик стандартизованому консерватизму в мистецтві. Суб'єкт. Пам'ять. Символічне: Зб.наук.ст. та тез наук.повід. за матер.дистанційної Міжнар. наук.-теор.конф. та наук.круглого столу "Культурна спадщина радянського періоду в сучасній Україні: від ностальгії - до переосмислення", Київ, 28 травня 2020 р. ІК НАМ України, 2020, 176 с. С. 22-26. [Архівовано 29 вересня 2020 у Wayback Machine.]
70. Берегова О. Феномен шістдесятництва в українській академічній музиці: витоки, персоналії, сучасні інтерпретації явища. Культура пам’яті сучасного українського суспільства: трансформація, декомунізація, європеїзація: монографія / Гриценко О., Гончаренко Н., Кузнєцова І. та ін. К.: Ін-т культурології НАМ України, 2020. 352 с.; 15 іл. ч/б. С.240-260. https://icr.org.ua/wp-content/uploads/2020/09/Book_2020_Grytsenko.pdf [Архівовано 18 квітня 2021 у Wayback Machine.]
71. Берегова О. Імагологія як перспективний напрям мистецтвознавчих і культурологічних досліджень. Тези ІІ Міжнародної наукової конференції "Проблеми методології сучасного мистецтвознавства та культурології. 11-12 листопада 2020 р. Київ. С.26-28. [Архівовано 11 квітня 2021 у Wayback Machine.]
72. Берегова О. Культурно-мистецькі практики в епоху цифрових технологій: нові траєкторії розвитку. Людина в сучасному світі: соціально-філософський та культурно-антропологічний виміри: монографія / Є. В. Більченко, О. М. Берегова, В. В. Демещенко та ін. К.: Ін-т культурології НАМ України, 2020. С.169-190. https://icr.org.ua/wp-content/uploads/2020/12/Book_2020_Liudyna_v_suchasnomu_sviti.pdf [Архівовано 1 березня 2021 у Wayback Machine.]
73. Берегова О. (Пост)сучасне мистецтво як репрезентант діалогу культур: Зб.тез і повідомлень Дистанційного круглого столу "Діалог культур у процесі гармонізації постсучасного світу", м.Київ, 28 квітня 2020 р. С.14-19.  [Архівовано 18 квітня 2021 у Wayback Machine.]
74. Берегова О. Мистецтво на межі ХХ - ХХІ століть: постмодернізм помер - хай живе постмодернізм?: Зб.тез Всеукраїнської науково-практичної конференції "Культура. Мистецтво. Освіта. Актуальний полілог". 1 листопада 2020 р. Київ: Національна академія мистецтв України. С.19-23. [Архівовано 7 січня 2021 у Wayback Machine.]
75. Берегова О. Українські фортепіанні конкурси в просторі глобального міжкультурного діалогу. Культурологічна думка, вип. 20 (2), 2021, К.: Інститут культурології НАМ України, с.78-89.
76. Берегова О. Трансформація культурних практик і виконавських шкіл в умовах глобалізації (на прикладі фортепіанного виконавства). Людина. Діалог. Цифрова культура: Зб. наук. ст. та тез наук. повід. за матеріалами наук. круглих столів: “Культурна антропологія: предмет і основні проблеми”, 20.05.2021 р., “Діалог культур у полікультурному просторі сучасності, 27.05.2021 р. та Всеукраїнської наук.-практ. конф. “Людина в цифровому світі. Ефекти смерті, театру, “завіси”, реального як феномени сучасного мистецтва”, 04.06.2021 р. К.: ІК НАМ України, 2021. С. 16-19.
77. Берегова О. Україна на перехресті культур Сходу і Заходу: мистецькі рефлексії сучасності. Людина. Діалог. Цифрова культура: Зб. наук. ст. та тез наук. повід. за матеріалами наук. круглих столів: “Культурна антропологія: предмет і основні проблеми”, 20.05.2021 р., “Діалог культур у полікультурному просторі сучасності, 27.05.2021 р. та Всеукраїнської наук.-практ. конф. “Людина в цифровому світі. Ефекти смерті, театру, “завіси”, реального як феномени сучасного мистецтва”, 04.06.2021 р. К.: ІК НАМ України, 2021. С. 95-97.
78. Берегова О. Формація «Нова опера» як феномен сучасного мистецтва. Людина. Діалог. Цифрова культура: Зб. наук. ст. та тез наук. повід. за матеріалами наук. круглих столів: “Культурна антропологія: предмет і основні проблеми”, 20.05.2021 р., “Діалог культур у полікультурному просторі сучасності, 27.05.2021 р. та Всеукраїнської наук.-практ. конф. “Людина в цифровому світі. Ефекти смерті, театру, “завіси”, реального як феномени сучасного мистецтва”, 04.06.2021 р. К.: ІК НАМ України, 2021. С. 230-233.
79. Берегова О. Музична комунікація в постсучасному світі: методологічні аспекти: Тези ІІІ Міжнарод. наук. конф. «Проблеми методології сучасного мистецтвознавства та культурології», м. Київ, 16-17 листопада 2021 р. К.: Національна академія мистецтв України. С. 36-38.
80. Берегова О. Постапокаліптична стратегія (ре)конструювання культури майбутнього в археологічній опері «Чорнобильдорф». Тези Міжнарод. наук.-теор.конф. «Глобальні виклики майбутнього: причини, стратегії та наслідки у науковій і спекулятивній перспективі», м. Київ, 21-22 жовтня 2021 р. К.: ІПСМ НАМ України, 2021. С.26-27.
81. Берегова О. Естетика Марини Денисенко-Сапмаз в культуротворчих процесах України на межі ХХ–ХХІ століть. Культурологічна думка, Том 22 №2, 2022, с.92-101.

### Окремі статті в газетно-журнальній періодиці, енциклопедіях та Інтернет-виданнях
- Берегова О. Потяг до вічності. Українська культура. 1996. № 4. С.16-17.
- Берегова О. Духовні обрії Івана Тараненка. Київ. 1998. № 9-10. С.181-183.
- Берегова О. Музичне училище: минуле і сьогодення. Музика. 2008. № 6. С.20-21.
- Берегова О., Муха А., Шип С. Китайсько-українські музичні зв'язки. Українська музична енциклопедія. К.: ІМФЕ ім. М. Т. Рильського, 2008. Т.2. С.403-407.
- Берегова О. Сучасна українська опера як музична комунікація. Art-Курсив. 2010. № 4. С.5-8.
- Берегова О. Загадка життя і творчості Івана Карабиця. Музика. 2012. № 1. С.30-33.
- Берегова О. Співає український хор [Архівовано 13 січня 2021 у Wayback Machine.]. Дзеркало тижня. №6 (252). 20 лютого 2016 р.
- Берегова О. Музичні академії Києва і Бидгоща розширюють вектори співробітництва [Архівовано 26 вересня 2019 у Wayback Machine.]. Український Інтернет-журнал «Музика», 12 січня 2019 р. .
- Берегова О. Іван Карабиць відомий і невідомий [Архівовано 17 січня 2020 у Wayback Machine.]. Український Інтернет-журнал «Музика», 15 січня 2020 р.
- Берегова О. Музичний універсум Івана Карабиця [Архівовано 21 квітня 2021 у Wayback Machine.].  Український Інтернет-журнал «Музика», 25 січня 2020 р.
- Берегова О.  Володимир Рожок і його епоха [Архівовано 21 квітня 2021 у Wayback Machine.].  Український Інтернет-журнал «Музика», 10 грудня 2020 р.

## Відзнаки
За вагомий особистий внесок у розвиток культури, сумлінну працю, високий професіоналізм та з нагоди відзначення професійного свята — Дня державної служби нагороджена Почесною грамотою Міністерства культури і мистецтв України (наказ № 427-К від 17.06.2003 р.).
За вагомий особистий внесок у розвиток культури, високий професіоналізм та з нагоди Всеукраїнського дня працівників культури та аматорів народного мистецтва нагороджена Почесною грамотою Київського міського голови (від 23 березня 2006 року № 12295).
Нагороджена Почесною грамотою Кабінету Міністрів України (постанова Кабінету Міністрів України від 27.12.2008 р. № 728).
Нагороджена Почесною відзнакою НМАУ ім. П. І. Чайковського «За видатні досягнення у музичному мистецтві» (наказ № 222-А від 27.11.2008 р.). 
Нагороджена медаллю «Трудова слава» ІІ ступеня № 324 Міжнародної академії рейтингових технологій і соціології «Золота фортуна» (2015 р.).

## Профілі в електронних базах даних
- Берегова Олена Миколаївна // Науковці України [Архівовано 11 березня 2022 у Wayback Machine.]
- Олена Берегова / Профіль науковця в Google Scholar
- Olena Berehova / ORCID ID [Архівовано 27 вересня 2019 у Wayback Machine.]
- Olena Beregova / Researcher ID [Архівовано 27 вересня 2019 у Wayback Machine.]
- Olena Beregova / ResearchGate
- Olena Berehova / Academia.edu